# Старинната монета
„Старинната монета“ е български игрален филм (мюзикъл, романтична комедия) от 1965 година на режисьора Владимир Янчев, по сценарий на Братя Мормареви. Оператор е Ервин Андерс. Музиката във филма е композирана от Петър Ступел.

## Сюжет
Шнайдер е учител по история в ГДР и колекционер-нумизмат. Отдавна търси една монета, чиято родина е България. Решава да прекара лятната си почивка там, като се надява, че може да я намери. Пристига на нашето Черноморие. Запознава се с група музиканти и естрадната певица Яна. С радост открива, че тя носи на верижка старинната монета, за която мечтае. Яна и Шнайдер се влюбват. Възникват неочаквани проблеми, но любовта преодолява недоразуменията...

## Състав

### Актьорски състав
| Роля              | Изпълнител     |
| ----------------- | -------------- |
| Карл Шнайдер      | Мандфред Круг  |
| Яна Христова      | Лиана Антонова |
| Канев             | Георги Попов   |
| Бончо             | Григор Вачков  |
|                   | Вили Шраде     |
|                   | Вили Швабе     |
| Западногерманецът | Пенчо Петров   |
|                   | Найчо Петров   |
|                   | Джери Волф     |

### Творчески и технически екип
| Сценарий                    | Братя Мормареви                                                                                            |
| Режисьор                    | Владимир Янчев                                                                                             |
| Оператори                   | Ервин Андерс Неделчо Нанев                                                                                 |
| Музика                      | Петър Ступел                                                                                               |
| Директори                   | Борислав Якимов Ерих Кюне                                                                                  |
| Хореография                 | Феодор Лобанов                                                                                             |
| Архитект                    | Кристоф Шнайдер                                                                                            |
| Костюми                     | Теодора Джабарова                                                                                          |
| Грим                        | Нина Димчева Клаус Бекер                                                                                   |
| Монтаж                      | Хилдегард Тегнер                                                                                           |
| Звукооператор               | Хорст Матушек                                                                                              |
| Запис на музиката           | Гюнтер Ламберт                                                                                             |
| Асистент-режисьори          | Николай Попов Катя Игнатова Гизела Арлт                                                                    |
| Асистент-оператори          | Борис Янакиев Гюнтер Хаиман                                                                                |
| Организатори                | Кирил Киров Кристел Крузе                                                                                  |
| Музиката записа:            | Симфоничният оркестър на ДЕФА Джазовия оркестър „СОФИЯ“ Джаза на оптимистите – Берлин                      |
| Със специалното участие на: | Танци и балета на Фридрихщад-Паласт                                                                        |
| Prints by                   | „ОРВО КОЛОР“                                                                                               |
| Distributed by              | БЪЛГАРСКА КИНЕМАТОГРАФИЯ СТУДИЯ ЗА ИГРАЛНИ ФИЛМИ – СОФИЯ Студия за игрални филми – ДЕФА /Copyright © 1965/ |